# 格里哈尔瓦
格里哈尔瓦，是西班牙卡斯蒂利亚-莱昂布尔戈斯省的一个市镇。总面积20平方公里，总人口119人（2001年），人口密度6人/平方公里。